# 大沟镇 (会宁县)
大沟镇，是中华人民共和国甘肃省白银市会宁县下辖的一个乡镇级行政单位。
2015年，甘肃省民政厅批复同意撤销大沟乡，设立大沟镇。

## 行政区划
大沟镇下辖以下地区：
新坪村、刘沟里村、宋家坪村、大沟村、厍家去村、郭家庄村、王家集村、通安城村、张家洼村、庄湾村、掌里村、韩家岔村、北山村和孟家窑村。